# Kökspigan med kvällsvarden i Emmaus
Kökspigan med kvällsvarden i Emmaus är en oljemålning av den spanske barockkonstnären Diego Velázquez. Den målades omkring 1617–1618 och ingår sedan 1987 i National Gallery of Irelands samlingar i Dublin. 
Detta anses vara ett av konstnärens äldsta bevarade verk. Han var omkring 18 år gammal och bodde fortfarande i födelsestaden Sevilla (år 1623 flyttade han till Madrid där han sedermera blev den ledande konstnären vid Filip IV:s hov). I Sevilla målade Velázquez främst bodegónes som var vardagliga köks- eller värdshusscener med figurer och inslag av stilleben. Här skildras ett moriskt hembiträde som står bakom ett bord på vilket köksredskap detaljrikt och realistiskt avbildats. Hon har tagit en paus i sina husliga sysslor, möjligen distraherad av röster som kommer från fönstret bakom henne. Som titeln anger är denna målning inte enbart en genrescen, utan skildrar även det nytestamentliga motivet Kvällsvarden i Emmaus och i bakgrunden syns den uppståndne Kristus som har uppenbarat sig för två apostlar.
Den caravaggistiska stilen märks på de närmast fotorealistiska detaljerna, den mörka bakgrunden och de starka kontrasterna mellan ljus och skugga, så kallad chiaroscuro. Det är dock okänt om Velázquez redan vid denna tid hade sett några målningar av Caravaggio. Han var även influerad av flamländska konstnärer som Pieter Aertsen och Joachim Beuckelaer som målade liknande motiv med genrescener i förgrunden och bibliska scener infällda i bakgrunden. Velázquez använde en liknande komposition med infällda bilder med bibliska eller mytologiska motiv i Kristus i Martas och Marias hus och Spinnerskorna.
Velázquez utförde en annan version av samma motiv cirka 1618–1620. Den benämns bara Kökspigan, saknar den infällda bibliska bilden och är sedan 1935 utställd på Art Institute of Chicago. År 2018 förvärvade Museum of Fine Arts i Houston en tredje version av detta motiv som även det attribueras Velázquez av museet.